# Comunicat de presă
Un comunicat de presă (în engleză news release, media release, press release sau press statement) este o comunicare scrisă sau înregistrată, care se adresează membrilor comunității de jurnaliști de știri cu scopul declarat de a anunța că anumite informații au valoare de știri.
În mod curent comunicatele de presă sunt transmise prin poștă, fax, telefon sau e-mail la editorii ziarelor, revistelor, stațiilor de radio și televiziune, respectiv rețelelor de radio și televiziune. Pentru a distribui un comunicat de presă sunt folosite serviciile comerciale de distribuire a difuzărilor știrilor.
De asemenea, in era digitala au aparut si o serie de site-uri de comunicate de presa, care ajuta la distribuirea online a mesajului. Acestea contribuie la o diseminare mai rapida si pe scara larga, deoarece la acestea au acces atat jurnalisti (care pot prelua mesajul ca subiect de stire), cat si companii sau utilizatori simpli.
In mediul online, comunicatele nu ajuta doar la comunicarea mesajului, ci si la optimizarea pe motoarele de cautare (SEO).

## Site-uri de comunicate de presa
In general, site-urile celor mai importante companii sau ale institutiilor de stat includ o sectiune de comunicate de presa, insa, exista si site-uri dedicate.
Platforma nationala pentru publicarea comunicatelor de presa: https://www.jurnalpublic.ro/